# Draconarius huizhunesis
Draconarius huizhunesis är en spindelart som först beskrevs av Wang och Xu 1988.  Draconarius huizhunesis ingår i släktet Draconarius och familjen mörkerspindlar. Inga underarter finns listade i Catalogue of Life.